# 数子法
数子法是圍棋比賽結束時的一種計分方式，为中国规则、应氏规则、紐西蘭規則及美国规则（AGA Rules）所采用。规定子目皆地，对局雙方需收尽单官，将活子及活子所围之空计为领地，白方加上贴目后，總合較多的一方獲勝。與比目法相比，数子法不需保留死子，但一般需计点数较多。
因需计之点众多，中国式数子法先要“做棋”，将某方领地调整为10的倍数的小方块，再数余子；缺点是会导致棋型被破坏，有碍观瞻。应氏规则规定黑白棋盒中棋子均为180个，局终将双方棋盒中的棋填入各自实空，此时比较棋盒中之余子即可知胜负。
在美国规则中，数子法和比目法通用并行，但结果相同，因為美国规则的比目法有“虚手换俘”的规定，也就是每使用一次弃着，需要向对方提交一枚己方棋子作为俘子，且最後行棋的必須是白方。也就是說，白虛+黑虛不意味着對局結束，白虛+黑虛+白虛才意味着對局結束。因此美国规则的比目法點數計算概念接近於中国规则、应氏规则的數子法。